# 小杉樹彦
小杉 樹彦（こすぎ たつひこ）は、日本の実業家・大学教員・教育評論家・作家。血液型はO型。愛称は”こっすん”。

## 経歴
港区生まれ、品川区育ち。 
慶應義塾大学大学院 メディアデザイン研究科 修士課程修了。修士（メディアデザイン学）慶應義塾大学
横浜国立大学大学院 環境情報学府 博士課程後期修了。博士（学術）横浜国立大学
2011年4月にKOSSUNグループ（現・株式会社Brave New World）を創設。
2012年には「受験生の志を育てるための理想的な塾を作りたい」という考えのもと、総合型選抜（AO入試）専門塾 KOSSUN教育ラボをプロデュースする。
2014年8月に株式会社Brave New World 代表取締役CEOに就任。
2015年2月に大学院入試対策専門のSkype家庭教師予備校「志樹舎」を開塾。
2016年10月に上武大学 ビジネス情報学部 客員講師に就任。
2018年3月に学びエイドの鉄人講師に就任。
2019年4月にKOSSUN教育ラボの姉妹塾となる「KOSKOS｜学校推薦・総合型選抜（AO入試）専門塾」を開塾。
2021年12月に株式会社SOSHIKI 代表取締役会長に就任。
2024年4月に産業能率大学 経営学部 准教授に就任。

## 総合型選抜（AO入試）についての考え
総合型選抜（AO入試）では学力をしっかりとはかることはできないと言われているが、実際には受験生の基礎学力を含めた総合力を審査していると述べている。
竹中平蔵氏との対談において、総合型選抜（AO入試）は入学後何がしたいかの「志」こそが大事であると主張している。

## 著書

### 単著
- 『もうひとつの大学入試AO入試のバイブルAO本』（ごま書房新社VM）ISBN 978-4341131951
- 『現役カリスマ慶應生の受験スランプ脱出作戦』（エール出版社）ISBN 978-4753930807
- 『AO・推薦入試の黄本: 受験でも人間関係でも要になる人生の4つのキホン』（新評論）ISBN 978-4794810311
- 『AO入試の赤本〈2020年 教育改革で変わる大学入試〉』（エール出版社）ISBN 978-4753933761
- 『AO推薦入試「志望理由書」の極意101』（エール出版社）ISBN 978-4753934089
- 『AO入試の赤本〈2020年 教育改革で変わる大学入試〉改訂新版』（エール出版社）ISBN 978-4753934355
- 『行列のできる公務員試験対策ゼミ』（日本橋出版）ISBN 978-4908862458
- 『20代で身につけたい働き方の基本：「君がいてよかった」と言われる仕事のルール』（新評論）ISBN 978-4794811110
- 『AO入試専門塾 KOSSUN教育ラボ式 慶應義塾大学SFC逆転合格メソッド』（エール出版社）ISBN 978-4753934393
- 『勝者のプレゼン　勝ち続ける人には鉄則（ワケ）がある』（総合科学出版）ISBN 978-4881813041
- 『小杉樹彦の経営組織論ノート』（日本橋出版）ISBN 978-4908862663
- 『減点されない！勝論文［1からわかる小論文基礎の基礎編］（エール出版社）ISBN 978-4753934690
- 『就活の鬼十則 - 学歴フィルターをブチ壊す逆転内定術 - 』（ワニブックス）ISBN 978-4847099182
- 『世界一わかりやすい 20秒プレゼン実践メソッド 特別講義 -The Elevator Pitchの魔力- 』（秀和システム）ISBN 978-4798062563
- 『KOSKOS式 総合型・学校推薦型選抜の教科書［大学入試改革対応］』（エール出版社）ISBN 978-4753935024
- 『若い君に贈る50のルール 仕事の処方箋』（ベストブック）ISBN 978-4831402448
- 『AO推薦入試専門塾KOSKOSの総合型選抜・学校推薦型選抜虎の巻』（日本橋出版）ISBN 978-4908862984

- 『Textbook for Comprehensive and School Recommendation Type Selection』（ビジネス実用社）ISBN 979-8779999045
- 『世界一やさしい推薦・総合型選抜の授業』（新評論）ISBN 978-4794812896

## テレビ出演
- NHK Eテレ『テストの花道 ニューベンゼミ』「動画で学ぶ！志望理由書3つの極意！」 放送日：2016年6月27日（月） 午後7時25分（再放送：2016年7月2日（土） 午前10時30分）
- NHK Eテレ『テストの花道 ニューベンゼミ』「動画で学ぶ！相手に伝わる面接術！」 放送日：2016年7月18日（月） 午後7時25分（再放送：2016年7月23日（土） 午前10時30分）
- NHK Eテレ『テストの花道 ニューベンゼミ』「“新テスト”も分かる！ニューベン流大学受験ガイダンス」 放送日：2017年4月10日（月） 午後7時25分（再放送：2017年4月15日（土） 午前10時30分）
- NHK Eテレ『テストの花道 ニューベンゼミ』「思いが伝わる“志望理由書”必勝法」 放送日：2017年6月12日（月） 午後7時25分（再放送：2017年6月17日（土） 午前10時30分）
- NHK Eテレ『テストの花道 ニューベンゼミ』「お宝満載！小論文“ダイヤモンド必勝法」放送日：2017年9月11日（月）午後7時25分（再放送：2017年9月16日（土）午前10時30分）
- TOKYO MX『5時に夢中！』「追跡ベスト8」放送日：2017年11月15日（水）午後5時00分

## コラム
- 現代ビジネス
- ZUU online
- BCN＋R